# Stigmaeopsis saharai
Stigmaeopsis saharai är en spindeldjursart som beskrevs av Saito och Tamezo Mori botanist  2004. Stigmaeopsis saharai ingår i släktet Stigmaeopsis och familjen Tetranychidae. Inga underarter finns listade i Catalogue of Life.